# Chubby Checker
Chubby Checker (tên khai sinh Ernest Evan, sinh ngày 3 tháng 10 năm 1941) là một nhạc sĩ kiêm sáng tác nhạc người Mỹ. Ông được biết đến rộng rãi với việc phổ biến phong cách nhảy twist, với bản hát lại "The Twist" thành bản hit (bài hát gốc R&B của Hank Ballard). Trong tháng 9 năm 2008 "The Twist" đứng đầu danh sách các đĩa đơn phổ biến nhất của Billboard từng xuất hiện trong Hot 100 kể từ khi ra mắt vào năm 1958, một vinh dự được duy trì đến tận tháng 8 năm 2013. Ông cũng phổ biến bài hát Limbo Rock và phong cách khiêu vũ limbo đặc trưng của nó, cũng như các phong cách nhảy khác nhau.
Checker là nghệ sĩ thu âm duy nhất có 5 album cùng xuất hiện trong Top 12. Ông thường được coi là đã làm thay đổi cách nhảy theo nhịp của âm nhạc, như khi ông nói với Billboard, "Bất kỳ nơi nào trên Trái Đất, khi ai đó có một bài hát có nhịp điệu, họ nhảy tách rời khỏi nhạc điệu. Và trước khi Chubby Checker đến thì mọi người đều chưa gọi là nhảy" Clay Cole đồng ý: "Chubby Checker chưa bao giờ được thừa nhận đúng mức với các đóng góp lớn của ông cho văn hóa nhạc pop - Chubby và điệu nhảy twist đã đưa người lớn ra khỏi ghế ngồi và bước lên sàn nhảy lần đầu tiên. Trước khi có phong trào nhảy twist, người lớn không bao giờ nhảy theo nhạc của tuổi teen".

## Sách tiểu sử
- Joel Whitburn's Top Pop Singles 1955–1990, Record Research Inc., P.O. Box 200, Menomonee Falls WI, 1991 (ISBN 0-89820-089-X)
- Joel Whitburn's Top R&B Singles 1942–1988, Record Research Inc., P.O. Box 200, Menomonee Falls WI, 1988 (ISBN 0-89820-069-5)